# Hội đồng Bộ trưởng Cuba khóa VIII (2013–2018)
Hội đồng Bộ trưởng Cuba khóa VIII được bầu tại phiên họp đầu tiên của Quốc hội Chính quyền Nhân dân diễn ra vào năm 2013.

## Thành viên
| Chức vụ                                              | Chức vụ                                                                     | Lãnh đạo                             | Lãnh đạo      | Ghi chú                                                  |
| Tiếng Việt                                           | Tiếng Tây Ban Nha                                                           | Người đứng đầu                       | Nhiệm kỳ      | Ghi chú                                                  |
| ---------------------------------------------------- | --------------------------------------------------------------------------- | ------------------------------------ | ------------- | -------------------------------------------------------- |
| Chủ tịch Hội đồng Bộ trưởng                          | Presidentes del Consejo de Ministros                                        | Raul Castro Ruz                      | 2/2013-4/2018 | Kiêm nhiệm Bí thư thứ nhất Trung ương Đảng Cộng sản Cuba |
| Phó Chủ tịch thứ nhất Hội đồng Bộ trưởng             | Primer Vicepresidente de los Consejos de Ministros                          | Miguel Mario Díaz-Canel Bermúdez     | 2/2013-4/2018 |                                                          |
| Phó Chủ tịch Hội đồng Bộ trưởng                      | Vicepresidente de los Consejos de Ministros                                 | Ricardo Cabrisas Ruiz                | 2013-2018     |                                                          |
| Phó Chủ tịch Hội đồng Bộ trưởng                      | Vicepresidente de los Consejos de Ministros                                 | Ramiro Valdés Menéndez               | 2013-2018     |                                                          |
| Phó Chủ tịch Hội đồng Bộ trưởng                      | Vicepresidente de los Consejos de Ministros                                 | Ulises Rosales del Toro              | 2013-2018     |                                                          |
| Phó Chủ tịch Hội đồng Bộ trưởng                      | Vicepresidente de los Consejos de Ministros                                 | Marino Alberto Murillo Jorge         | 2013-2018     |                                                          |
| Phó Chủ tịch Hội đồng Bộ trưởng                      | Vicepresidente de los Consejos de Ministros                                 | Antonio Enrique Lussón Battle        | 2013-2016     |                                                          |
| Phó Chủ tịch Hội đồng Bộ trưởng                      | Vicepresidente de los Consejos de Ministros                                 | Adel Yzquierdo Rodríguez             | 2013-2014     |                                                          |
| Thư ký Hội đồng Bộ trưởng và Ủy ban Điều hành        | Secretaría del Consejo de Ministros y de su Comité Ejecutivo                | José Amado Ricardo Guerra            | 2013-2018     |                                                          |
| Bộ trưởng Bộ Nông nghiệp                             | Ministros de la Agricultura                                                 | Gustavo Rodríguez Rollero            | 2013-2018     |                                                          |
| Bộ trưởng Bộ Ngoại thương và Đầu tư                  | Ministros de Comercio Exterior y la Inversión Extranjera                    | Rodrigo Malmierca Diaz               | 2013-2018     |                                                          |
| Bộ trưởng Bộ Xây dựng                                | Ministros de la Construcción                                                | René Mesa Villafaña                  | 2013-2018     |                                                          |
| Bộ trưởng Bộ các Lực lượng Vũ trang Cách mạng        | Ministros de las Fuerzas Armadas Revolucionarias                            | Leopoldo Cintra Frías                | 2013-2018     |                                                          |
| Bộ trưởng Bộ Giáo dục                                | Ministros de Educación                                                      | Ena Elsa Velázquez Cobiella          | 2013-2018     |                                                          |
| Bộ trưởng Bộ Nội vụ                                  | Ministros del Interior                                                      | Abelardo Colomé Ibarra               | 2013-2015     |                                                          |
| Bộ trưởng Bộ Nội vụ                                  | Ministros del Interior                                                      | Carlos Fernández Gondín              | 2015-2017     | Mất khi đang tại nhiệm                                   |
| Bộ trưởng Bộ Nội vụ                                  | Ministros del Interior                                                      | Julio Cesar Gandarilla Bermejo       | 2017-2018     |                                                          |
| Bộ trưởng Bộ Truyền thông                            | Ministros de Comunicaciones                                                 | Maimir Mesa Ramos                    | 2013-2018     |                                                          |
| Bộ trưởng Bộ Tư pháp                                 | Ministros de Justicia                                                       | María Esther Reus González           | 2013-2018     |                                                          |
| Bộ trưởng Bộ Ngoại giao                              | Ministros de Relaciones Exteriores                                          | Bruno Rodríguez Parrilla             | 2013-2018     |                                                          |
| Bộ trưởng Bộ Y tế công cộng                          | Ministros de Salud Pública                                                  | Roberto Tomás Morales Ojeda          | 2013-2018     |                                                          |
| Bộ trưởng Bộ Giao thông                              | Ministros de Transporte                                                     | César Ignacio Arocha Masid           | 2013-2015     |                                                          |
| Bộ trưởng Bộ Giao thông                              | Ministros de Transporte                                                     | Adel Yzquierdo Rodríguez             | 2015-2018     |                                                          |
| Bộ trưởng Bộ Nội thương                              | Ministros de Comercio Interior                                              | Mary Blanca Ortega Barredo           | 2013-2018     |                                                          |
| Bộ trưởng Bộ Công nghiệp Thực phẩm                   | Ministros de la Industria Alimentaria                                       | María del Carmen Concepción González | 2013-2018     |                                                          |
| Bộ trưởng Bộ Công nghiệp                             | Ministros de Industria                                                      | Salvador Pardo Cruz                  | 2013-2018     |                                                          |
| Bộ trưởng Bộ Năng lượng và Khoáng sản                | Ministros de Energía y Minas                                                | Alfredo López Valdés                 | 2013-2018     |                                                          |
| Bộ trưởng Bộ Văn hóa                                 | Ministros de Cultura                                                        | Rafael Bernal Alemany                | 2013-2014     |                                                          |
| Bộ trưởng Bộ Văn hóa                                 | Ministros de Cultura                                                        | Julián González Toledo               | 2014-2016     |                                                          |
| Bộ trưởng Bộ Văn hóa                                 | Ministros de Cultura                                                        | Abel Prieto Jiménez                  | 2016-2018     | Quyền Bộ trưởng                                          |
| Bộ trưởng Bộ Giáo dục Đại học                        | Ministros de Educación Superior                                             | Rodolfo Alarcón Ortiz                | 2013-2016     |                                                          |
| Bộ trưởng Bộ Giáo dục Đại học                        | Ministros de Educación Superior                                             | José Ramón Saborido Loidi            | 2016-2018     |                                                          |
| Bộ trưởng, Thống đốc Ngân hàng Trung ương Cuba       | Ministro-Presidente Banco Central de Cuba                                   | Ernasto Medina Villaveirán           | 2013-2017     |                                                          |
| Bộ trưởng, Thống đốc Ngân hàng Trung ương Cuba       | Ministro-Presidente Banco Central de Cuba                                   | Irma Margarita Martínez Castrillón   | 2017-2018     |                                                          |
| Bộ trưởng Bộ Kinh tế và Kế hoạch                     | Ministro de Economía y Planificación                                        | Adel Yzquierdo Rodríguez             | 2013-2014     |                                                          |
| Bộ trưởng Bộ Kinh tế và Kế hoạch                     | Ministro de Economía y Planificación                                        | Marino Alberto Murillo Jorge         | 2014-2016     |                                                          |
| Bộ trưởng Bộ Kinh tế và Kế hoạch                     | Ministro de Economía y Planificación                                        | Ricardo Cabrisas Ruiz                | 2016-2018     |                                                          |
| Bộ trưởng Bộ Lao động và An sinh Xã hội              | Ministros de Trabajo y Seguridad Social                                     | Margarita Marlene González Fernández | 2013-2018     |                                                          |
| Bộ trưởng Bộ Tài chính và Giá cả                     | Ministros de Finanzas y Precios                                             | Lina Pedraza Rodríguez               | 2013-2018     |                                                          |
| Bộ trưởng Bộ Khoa học, Công nghệ và Môi trường       | Ministros de Ciencia, Tecnología y Medio Ambiente                           | Elba Rosa Pérez Montoya              | 2013-2018     |                                                          |
| Bộ trưởng Bộ Du lịch                                 | Ministros de Turismo                                                        | Manuel Marrero Cruz                  | 2013-2018     |                                                          |
| Chủ tịch Viện Thể thao, Thể dục và Giải trí Quốc gia | Presidente de Instituto Nacional de Deportes, Educación Física y Recreación | Julio Christian Jiménez Molina       | 2013-2014     |                                                          |
| Chủ tịch Viện Thể thao, Thể dục và Giải trí Quốc gia | Presidente de Instituto Nacional de Deportes, Educación Física y Recreación | Antonio Eduardo Becali Garrido       | 2014-2018     |                                                          |
| Chủ tịch Viện Radio và Truyền hình Cuba              | Presidente de Instituto Cubano de Radio y Televisión                        | Danylo Sirio López                   | 2013-2016     |                                                          |
| Chủ tịch Viện Radio và Truyền hình Cuba              | Presidente de Instituto Cubano de Radio y Televisión                        | Alfonso Noya Martínez                | 2016-2018     |                                                          |
| Chủ tịch Viện Thủy lợi Quốc gia                      | Presidente de Instituto Nacional de Recursos Hidráulicos                    | Inés María Chapman Waugh             | 2013-2018     |                                                          |